# Côte de Nuits

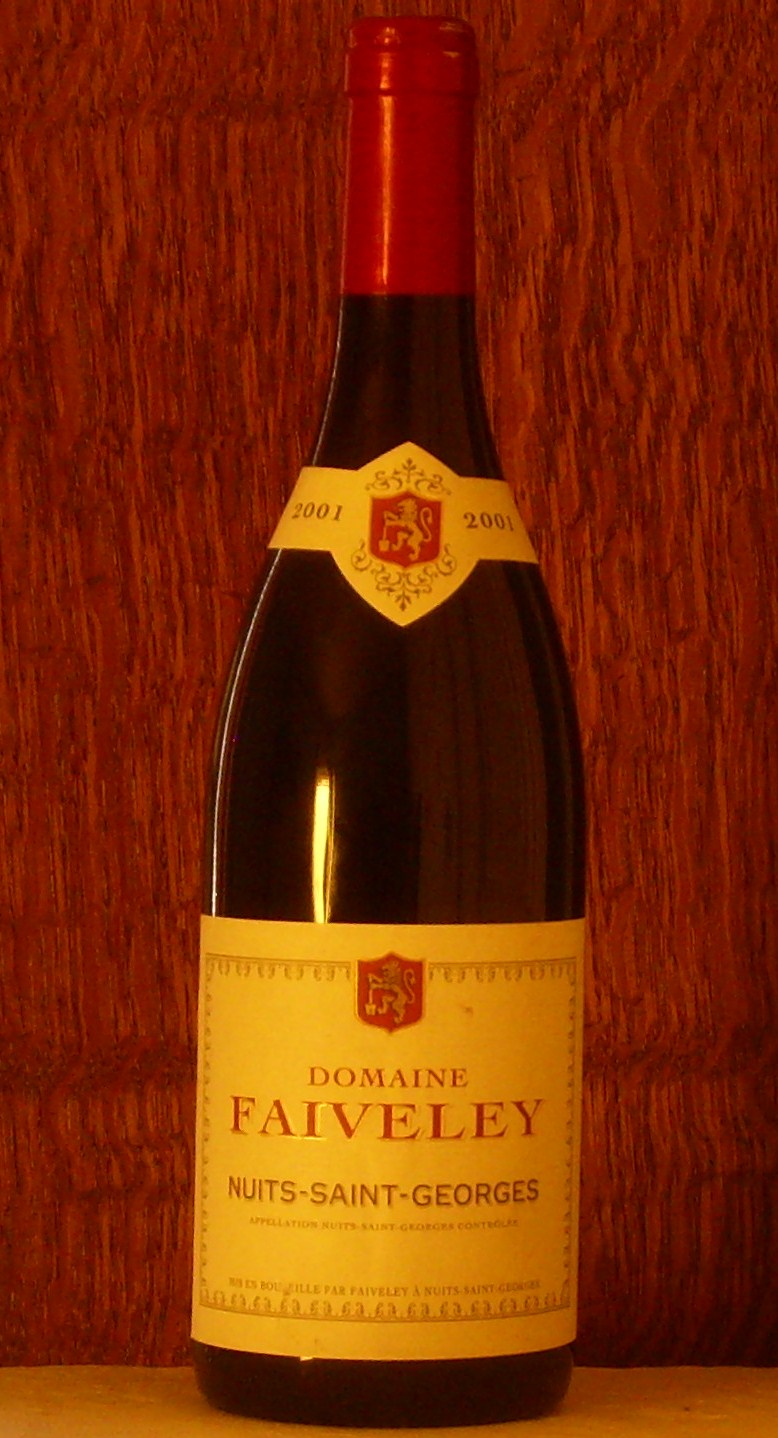
Ampolla de vi Nuits-Saint-Georges.

La regió de les Côtes de Nuits (literalment en català Costes de Nits) se situa cap al sud de la Costa d'Or i a la meitat nord de l'escarpament de la Costa d'Or al voltant de Nuits-Saint-Georges. És una de les parts més prestigioses de la regió de vinyes de Borgonya juntament amb la Côte de Beaune.

## Geografia
Les Côtes de Nuits envolten el poble de Nuits-Saint-Georges als pendissos inferiors de la costa de calcària juràssica.
La regió travessa catorze pobles de prestigi que s'estenen al llarg de la Route des Grands Crus: 
- sis municipis productors de vins de premier cru (de nord a sud): 
  - Gevrey-Chambertin
  - Morey-Saint-Denis
  - Chambolle-Musigny
  - Vougeot
  - Flagey-Echézeaux
  - Vosne-Romanée

- i vuit pobles vitícoles:
  - Marsannay-la-Côte
  - Couchey
  - Fixin
  - Brochon
  - Nuits-Saint-Georges
  - Comblanchien
  - Premeaux-Prissey
  - Corgoloin

## Característiques
Les vinyes de la Côte de Nuits són dominades pels vins negres, per contrast amb els vins blancs de renom de la Côte de Beaune situada més al sud. Els vins produïts a partir del raïm pinot negre de les Côtes de Nuits són considerats entre els millors del món.

## Història
Durant el regnat del rei Lluís XIV, el seu metge personal Guy-Crescent Fagon va recomanar que begués només vins saludables a Nuits St-Georges de les seves propietats. Els comerciants de vi de la Côte de Nuits es van aferrar a aquesta associació reial com un gran cop de màrqueting sobre els rivals de la regió a Champagne i Bordeus. El segle xviii va inaugurar un període de tête de cuvée de vins elaborats únicament amb els millors raïms produïts en vinyes particulars. Per afegir la distinció d'aquests vins, es van popularitzar noves tècniques d'elaboració, com ara la maceració prolongada i les fermentacions més llargues. D'aquesta manera es van produir vins de vin de garde foscos i tànins que van requerir llargs períodes de criança. La imitació d'aquest estil per part dels productors fa que utilitzin raïm de baixa qualitat. Els productors utilitzen diferents mètodes d'adulteració com afegir mel al vi per augmentar el sucre i, en conseqüència, el grau alcohòlic del vi. Seguint la recomanació de Jean-Antoine Chaptal, ministre de l'Interior de Napoleó, utilitzar el mètode conegut ara com a chaptalització per augmentar els nivells d'alcohol, va fer que el mercat s'inundés de vins de Borgonya de la Côte de Nuits, els quals eren foscos, densos i altament alcoholitzats.
Alguns dels enòlegs que produeixen aquests vins durs i densos utilitzarien alguns dels petits segments de raïm blanc cultivat a la Côte de Nuits com a barreja suavitzant d'una manera similar a com s'utilitzava històricament el raïm blanc a Chianti. La major part de la història de Côte de Nuits havia estat fermament associada amb varietats de raïm negre, els segles XVI i XVII van veure un augment de les plantacions de varietats de raïm blanc, com Chardonnay i Fromenteau. El raïm blanc es continua escampant per tota la zona, inclòs el Chambertain blanc, fins a mitjans del segle xix, quan gairebé totes les vinyes Premier i Grand Cru es van dedicar completament al pinot negre.